# Little Caesar (película)
Little Caesar (conocida como El pequeño César en Hispanoamérica y Hampa dorada en España) es una película estadounidense de la época pre-code, (1931) dirigida por Mervyn LeRoy y protagonizada por Edward G. Robinson, Glenda Farrell y Douglas Fairbanks, Jr.. El guion, inspirado en la vida real del jefe de la mafia, Salvatore Maranzano, es una adaptación a la gran pantalla de la novela Little Caesar escrita por William R. Burnett. 
Little Caesar fue una película decisiva para Robinson; a partir de este papel se convirtió en estrella. La película es uno de los referentes del cine de gánsteres y conserva el favor de la crítica.

## Sinopsis
La película narra el ascenso y declive de Rico Bandello, un matón que comenzó su trayectoria criminal ejecutando pequeños robos y terminó su existencia como el jefe de la banda de mafiosos más importante de la ciudad.

## Argumento
Dos ladrones de poca monta, César Enrico ‹Rico› Bandello (Edward G. Robinson) y su amigo Joe Massara (Douglas Fairbanks, Jr.), se van a la gran ciudad en busca de fortuna. Rico se une a la banda de Sam Vettori, pero Joe quiere dedicarse al baile. Olga Stassoff (Glenda Farrell) se convierte en su pareja de baile y su novia. 
Joe intenta alejarse de la banda y de sus actividades pero Rico le compromete haciéndole participar en el robo al nightclub donde trabaja. Aunque Big Boy (Sidney Blackmer), súper-jefe del hampa, había especificado que se evitara la sangre, dispara al comisario de policía Alvin McClure (Landers Stevens), mientras Joe lo contempla horrorizado.
Rico acusa a Sam de blandengue y toma el mando de la organización. El jefe de una banda rival, ‘Little Arnie’ Lorch (Maurice Black), trama el asesinato de Rico, pero la bala solamente lo roza. Rico y sus chicos le hacen una visita sorpresa, después de la cual ‘Little Arnie’ sale rápidamente de la ciudad con destino Detroit. Finalmente, Big Boy concede a Rico el control de la zona Norte de la ciudad.
Rico se da cuenta de que Joe sabe mucho sobre su vida; en concreto, es testigo de su disparo al comisario de policía McClure. Intenta convencer a Joe para que olvide a Olga y se una a la banda. Llega a amenazarle con matarlos a los dos, pero Joe no cede. Los acontecimientos se precipitan cuando Olga llama por teléfono al sargento de policía Flaherty (Thomas Jackson), que llega en el momento justo para protegerles y consigue desarticular la banda pero no atrapar a Rico.
Solo y desesperado, Rico está pernoctando en un albergue para transeúntes. Cuando oye que Flaherty (ahora teniente de policía) le ha llamado cobarde en una entrevista publicada en el periódico, llama tontamente a la policía para anunciar que va por él. La policía rastrea la llamada y Flaherty le acribilla a tiros en las escenas finales de la película.

## Reparto
- Edward G. Robinson - César Enrico ‹Rico› Bandello (a) «Little Caesar»
- Douglas Fairbanks Jr. - Joe Massara
- Glenda Farrell - Olga Stassoff
- William Collier Jr. - Tony Passa
- Sidney Blackmer - Big Boy
- Ralph Ince - Pete Montana
- Thomas Jackson - Sargento / teniente Thomas Flaherty
- Stanley Fields - Sam Vettori
- Maurice Black - ‘Little Arnie’ Lorch
- George E. Stone - Otero
- Landers Stevens - Comisario de policía Alvin McClure

## Producción
En principio, se pensó en Clark Gable para un papel relevante en la película, aunque dos personas involucradas en el tema ofrecen puntos de vista opuestos en sus memorias; mientras que Jack Warner, presidente de los estudios Warner Bros., decía que LeRoy quería a Gable como actor principal, LeRoy declaraba que quería a Gable como actor de reparto. De cualquier forma, Warner rechazó a Gable. Robinson ya había actuado como gánster en la obra de teatro The Racket (El timo, traducción literal) y The Widow from Chicago (1930), una producción de First National Pictures.
El pequeño César / Hampa dorada se produjo en pleno periodo de restricciones presupuestarias de la Warner y se rodó con medios escasos como una película de clase B, básicamente porque Jack Warner se mostraba reacio al proyecto, defendiendo que el público prefería una comedia screwball. Sin embargo, Mervin LeRoy, que había leído la novela Little Caesar escrita por William R. Burnett., logró convencer a su gran jefe y comenzó el rodaje.

## Crítica
«La película, que marca el inicio de las grandes películas de gánsteres de Hollywood, ofrece un estudio del mundo del hampa en una gran ciudad basado en el realismo y la estilización, donde destaca la actuación dura y auténtica de Robinson». (Valoración: 3 de 4 estrellas posibles = muy bueno) 
La revista de televisión Prisma dijo: «En 1931, Mervyn LeRoy (Quo Vadis, 1951) dirigió Little Caesar, una obra maestra que definió el estilo del género de gánsteres, dando lugar a innumerables otras obras y estableciéndose como precursora del triunfo del cine de gánsteres. La dramaturgia sencilla, la profundidad psicológica y la producción trepidante garantizan el entretenimiento. Destacado: Edward G. Robinson en el papel del duro gánster Caesar Enrico Bandello».
En el sitio web estadounidense Rotten Tomatoes, la película Little Caesar tiene una calificación de 92%, basado en 25 reseñas, con una calificación media de 7,4 sobre 10. El consenso de los críticos del sitio publicó: «Little Caesar alcanza su nivel épico gracias al carisma volcánico de Edward G. Robinson ».

## Legado
Junto con las películas El enemigo público (The Public Enemy, 1931) —dirigida por William A. Wellman y protagonizada por James Cagney y Jean Harlow— y Cara Cortada / Scarface, el terror del hampa (Scarface, 1932) —dirigida por Howard Hawks y por Paul Muni— Little Caesar es crucial en el desarrollo de las películas de gánsteres; estableció temas y arquetipos que se siguen utilizando desde entonces. Aunque en 1930 Warner ya había producido La senda del crimen (The Doorway to Hell), dirigida por Archie Mayo y protagonizada por James Cagney que también muestra el progreso inusitado de un granuja.
William Riley Burnett, autor de la novela Little Caesar, escribió a Warner quejándose del guion porque proponía un perfil homosexual para el personaje de Enrico —por la estrecha relación de Rico y Otero, la debilidad de Rico por Joe, la ausencia de mujeres en le círculo de Rico y los comentarios despectivos sobre las mismas— nunca contemplado en la novela. La escena en que Rico se prueba un traje de etiqueta frente al espejo es ambivalente.
La película fue un éxito en taquilla, que generó la producción de otras películas de gánsteres también exitosas; muchas de ellas fueron igualmente distribuidas por Warner Bros.
Fue nominada al Óscar al mejor guion adaptado en la cuarta entrega de los premios Óscar.
En el año 2000, la película fue considerada «cultural, histórica y estéticamente significativa» por la Biblioteca del Congreso de Estados Unidos y seleccionada para su preservación en el National Film Registry.
Forma parte del AFI's 10 Top 10 en la categoría «Películas de gánsteres».

## Premios
Óscar 1931
| Categoría        | Persona                                   | Resultado |
| ---------------- | ----------------------------------------- | --------- |
| Mejor adaptación | Francis Edward Faragoh y Darryl F. Zanuck | Nominados |